# Helge Løvland

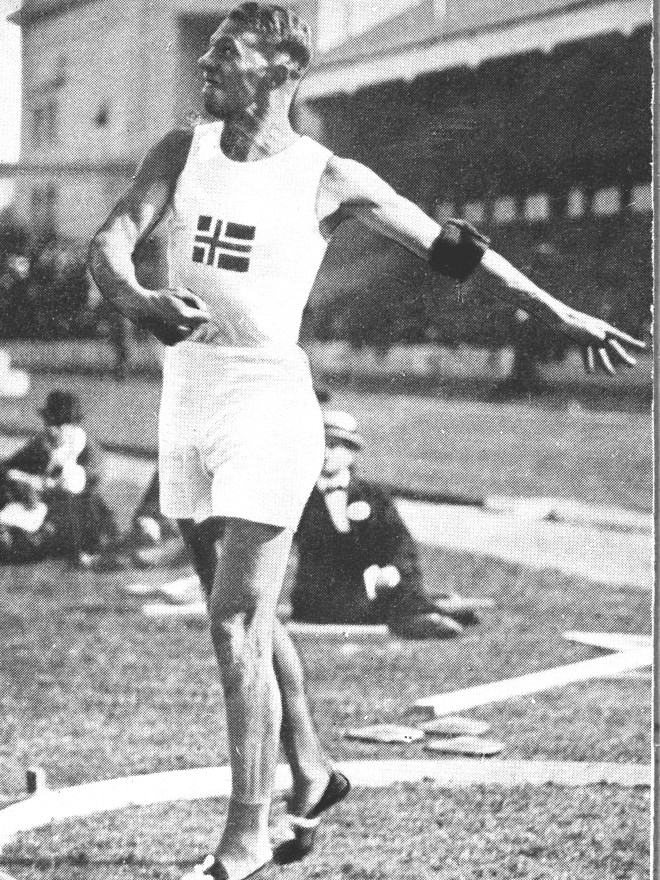
Helge Løvland

Helge Andreas Løvland (* 11. Mai 1890 in Froland, Aust-Agder; † 26. April 1984 in Oslo) war ein norwegischer Leichtathlet.
Er wurde bei den Olympischen Spielen 1920 Olympiasieger im Zehnkampf. Im Fünfkampf belegte er den fünften Platz. Außerdem wurde er 1918 Gewinner des norwegischen Egebergs Ærespris.